# Hemibrycon brevispini
Hemibrycon brevispini är en fiskart som beskrevs av Román-valencia och Arcila-mesa 2009. Hemibrycon brevispini ingår i släktet Hemibrycon och familjen Characidae. Inga underarter finns listade i Catalogue of Life.